# Glaukom

Gesunder Sehnervenkopf

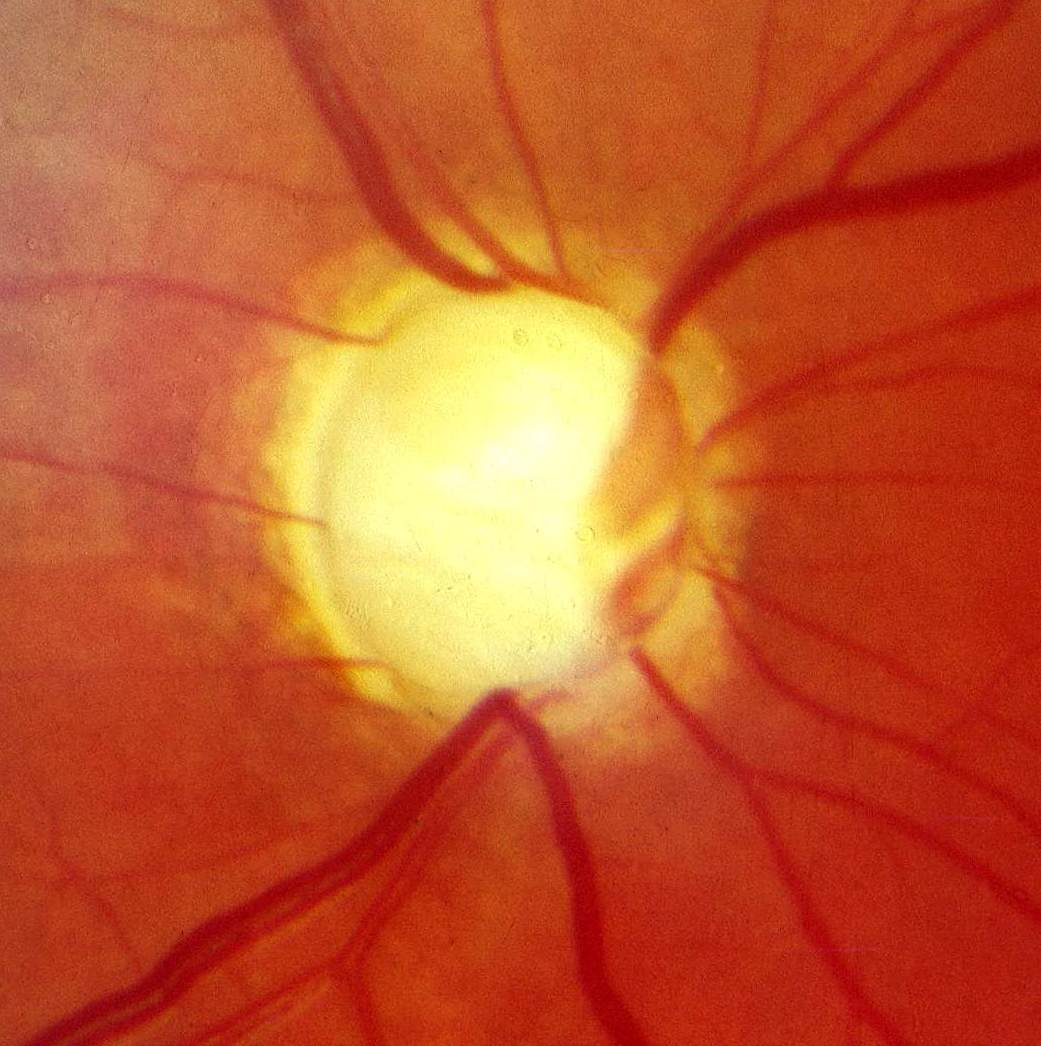
Fortgeschrittene Glaukomkrankheit, mit großer Aushöhlung des Sehnervenkopfes, zu erkennen an den bereits am Papillenrand „bajonettförmig“ abknickenden Blutgefäßen

Das Glaukom, auch grüner Star genannt, ist eine Augenerkrankung, die durch eine dauerhafte (irreversible) Schädigung von Nervenfasern des Sehnervs gekennzeichnet ist. Bei fortgeschrittenem Krankheitsverlauf können charakteristische Gesichtsfeldausfälle (Skotome) entstehen, die im Extremfall zu einer Erblindung des betroffenen Auges führen können. Ein erhöhter Augeninnendruck (okuläre Hypertension) ist ein Risikofaktor für eine mögliche Entwicklung eines Glaukoms, jedoch weder eine notwendige noch eine hinreichende Begleiterscheinung. In Europa sind 30–40 % aller Glaukome Normaldruckglaukome, in Japan ca. 90 %.
Bei erhöhtem Augeninnendruck wird entsprechend der Anatomie der Druckregulierung im Auge zwischen Offenwinkel- und Engwinkel-Glaukom unterschieden. Diese Bezeichnungen beziehen sich auf den Winkel, den Hornhautrückfläche und Irisvorderfläche miteinander bilden, den sogenannten Kammerwinkel. In der Spitze dieses Winkels befindet sich das Trabekelwerk, ein siebartiges Geflecht, durch welches das Kammerwasser aus dem Auge über den Schlemm-Kanal in das Venensystem abfließt. Offenwinkelglaukome sind weit häufiger und verlaufen meist chronisch und über mehrere Jahre unbemerkt, während die selteneren Engwinkelglaukome zum schmerzhaften Glaukomanfall führen können, bei dem unbehandelt innerhalb kurzer Zeit eine akute Erblindung droht. Die Gesichtsfeldausfälle beim Offenwinkelglaukom machen sich oft erst spät bemerkbar, weil sie außerhalb der Mitte (peripher) beginnen und durch das intakte Gesichtsfeld des anderen Auges überdeckt werden können.

## Verbreitung
Nach einer systematischen Übersichtsarbeit von 2014 waren in Europa 2,93 % der 40- bis 80-Jährigen von einer Glaukomerkrankung betroffen. In Deutschland ergab eine Querschnittsstudie von 2018 bei 5000 Personen im Alter von 35–74 eine Anzahl von 72 Glaukomerkrankten (1,44 %), wobei die Häufigkeit mit dem Alter zunahm, und zwar pro 10-Jahresgruppe von 0,9 auf 2,4 %.

## Namensherkunft
Der von Aristoteles geprägte Name Glaukom stammt von altgriechisch γλαυκός glaukós „hell, leuchtend, glänzend, [grau-]bläulich“ und leitete sich von der blau-grauen Verfärbung der Regenbogenhaut (Iris) bei chronischen Entzündungen ab.
Die im Corpus Hippocraticum bekannte blassblaue Trübung (glaukosis) der Pupille galt als krankhafter Erguss zwischen Kristallkörper (Linse) und Regenbogenhaut und wurde, wie etwa bei dem Arzt Chrysippos im 3. Jahrhundert v. Chr. belegt, durch eine Staroperation (Starstich) behandelt (und bezog sich wohl auf den grauen Star). Galenos hatte das Glaukom als eine „durch eine Verringerung bzw. Eindickung des Kammerwassers verursachte gelblich oder grünlich gefärbte Austrocknung des Kristalls“ (also der Augenlinse) begriffen.
Star ist seit dem 8. Jahrhundert im Deutschen eigentlich eine Bezeichnung für Linsentrübungen. Im 20. Jahrhundert verbreitete sich der Begriff grüner Star als Synonym für Glaukom. Der grüne Star ist nicht mit dem grauen Star, einer Linsentrübung, zu verwechseln.

## Augeninnendruck

Anatomischer Aufbau des Auges (Kammerwasser hellblau)

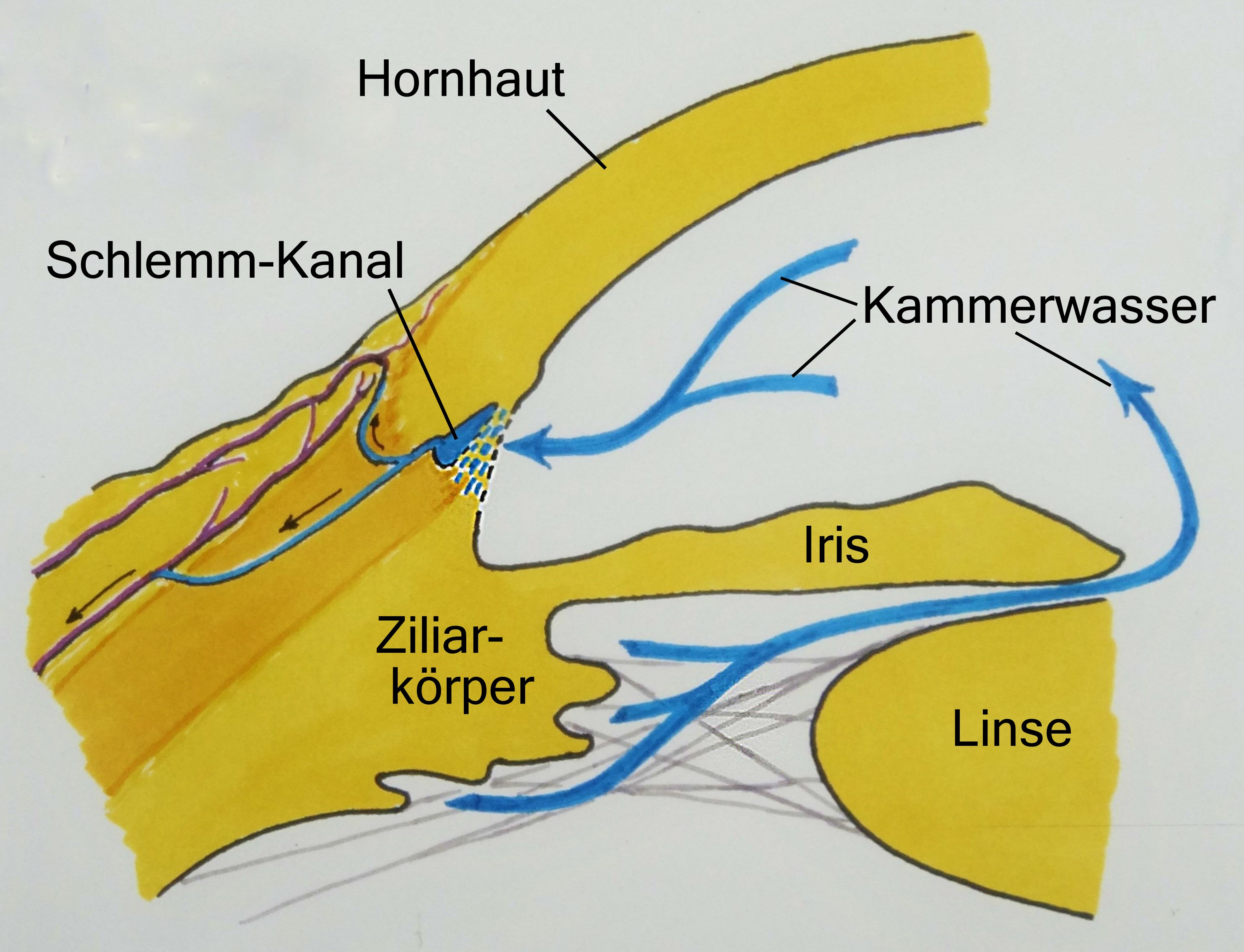
Schema des Kammerwasserflusses

Das Kammerwasser (Humor aquosus) ist eine klare Körperflüssigkeit in der vorderen und hinteren Augenkammer. Es wird im Ziliarkörper des Auges produziert und an die hintere Augenkammer abgegeben. Durch die Pupille gelangt es in die vordere Augenkammer und fließt im Kammerwinkel durch das Trabekelwerk und den Schlemm-Kanal ab. Durch das so gegebene Verhältnis von Kammerwasserproduktion zu Kammerwasserabfluss, der durch den Widerstand des Trabekelwerkes reguliert wird, entsteht der Augeninnendruck.
Der normale Augeninnendruck liegt zwischen 10 und 21 mm Hg. Schwankungen im Tagesverlauf um bis zu 5 mm Hg gelten als physiologisch normal, wobei die höchsten Werte in der Regel nachts oder in den frühen Morgenstunden auftreten. Ältere Menschen haben einen durchschnittlich höheren Augeninnendruck als jüngere.

## Erkennbarkeit von Schäden
Die Schädigung des Sehnervs beim Glaukom ist bei der Inspektion des Augenhintergrunds (Funduskopie) an einer charakteristischen Aushöhlung (Exkavation) des Sehnervenkopfes erkennbar, betrifft zuerst die Nervenfasern der mittleren Netzhautperipherie und schreitet langsam zum Zentrum hin fort. Sind etwa 70 Prozent der Nervenfasern betroffen, bilden sich bogenförmige Gesichtsfeldeinschränkungen im mittleren Gesichtsfeld aus, die selbst im fortgeschrittenen Stadium von den Betroffenen oft nicht wahrgenommen werden.
Typisch für das Glaukom ist der schleichende, aber bisweilen auch unberechenbar sprunghafte Verlauf. Aus diesem Grund werden im Verdachts- und Erkrankungsfall regelmäßige augenärztliche Untersuchungen empfohlen.

## Risikofaktoren
Risikofaktoren für die Entstehung eines Glaukoms sind:
- erhöhter Augeninnendruck
- von der Norm abweichender Blutdruck: Einerseits begünstigen ein sehr niedriger Blutdruck mit intermittierend niedrigen Werten das Auftreten eines Glaukomschadens (dies kann auch die Folge eines medikamentös behandelten Blutdrucks sein). Andererseits kann auch ein zu hoher Blutdruck zu einer Schädigung der den Sehnerv versorgenden Gefäße führen (siehe auch Normaldruckglaukom).
- Diabetes mellitus kann zu einem Sekundärglaukom führen.
- genetische Veranlagung: Sind ein oder gar mehrere enge Verwandte erkrankt, liegt eine „familiäre“ Belastung, einer der wichtigsten Risikofaktoren des Glaukoms, vor.
- Flammer-Syndrom: Durchblutungsprobleme (Vasospasmen) an den Gliedmaßen (kalte Hände oder Füße, siehe auch Raynaud-Syndrom), Migräne oder Tinnitus, arterielle Hypotonie (niedriger Blutdruck), ein niedriger Body-Mass-Index, erhöhte Sensibilität für Schmerzen, Gerüche oder Medikamente, verlängerte Einschlafzeit oder vermindertes Durstgefühl können ein Hinweis auf Durchblutungsstörungen des Sehnervs sein, die zu einer Schädigung führen können, ohne dass der Augeninnendruck erhöht wäre (Normaldruckglaukom).[7]
- Hautfarbe: Dunkelhäutige haben ein 3-fach höheres Glaukomrisiko als Hellhäutige.[8]

## Diagnose

### Messung des Augeninnendrucks
Der Augeninnendruck (Tensio) wird in der Regel mit einem sogenannten Applanationstonometer nach Hans Goldmann bestimmt. Dabei wird die Kraft gemessen, die für eine definierte mechanische Abplattung der – zuvor medikamentös betäubten – Hornhaut erforderlich ist. Alternativ kann auch von nichtärztlichem Personal eine berührungslose Messung mittels Pneumotonometrie, einer Abplattung der Hornhaut durch einen definierten Luftstoß mittels eines Non-Contact-Tonometers, durchgeführt werden.
Die Hornhautdicke kann einen Einfluss auf die gemessenen Druckwerte haben. Der Nutzen einer zusätzlichen Messung der Hornhautdicke (Pachymetrie), wie sie teilweise in der Fachliteratur empfohlen wird, ist jedoch nicht gänzlich geklärt, weil es keine angemessen überprüfte Korrekturformel gibt, mit der eventuelle Einflüsse der Hornhautdicke auf die Druckmessung berücksichtigt werden könnten.
Über den Tagesverlauf schwankende Druckwerte können durch mehrere, über den Tag verteilte Messungen (Tagesdruckprofil) ermittelt werden. Ein Nutzen solcher Tagesdruckprofile existiert jedoch nicht, da sowohl bei erhöhtem Augeninnendruck als auch bei normalem Augeninnendruck kein Zusammenhang zwischen dem Ausmaß der Schwankungen des Augeninnendrucks und einer möglichen Glaukomentwicklung festgestellt werden konnte.

### Weitere Messungen
- Beurteilung des Augenhintergrunds im dreidimensionalen Bild: Das Ausmaß der Schädigung des Sehnervs wird anhand der Größe und Form der Papillenexkavation (Aushöhlung des Sehnervenkopfs) bestimmt. Im rot-freien Licht können außerdem Defekte der Nervenfaserschicht gefunden werden.
- Gesichtsfelduntersuchung (Perimetrie): Gesucht wird nach charakteristischen, bogenförmigen Ausfällen (Skotomen).

Neuere bildgebende Verfahren wie HRT (Scanning-Laser-Tomographie), RTA (Netzhautdickenmessung), GDx (Scanning-Laser-Polarimetrie), OCT (Optische Kohärenztomografie), erfassen reproduzierbar und detailliert bereits geringgradige Schädigungen und bieten somit für Frühstadienbeurteilung und Verlaufskontrollen eine bedeutende diagnostische Unterstützung. Sie stellen in Deutschland IGeL-Leistungen dar, deren Kosten von den gesetzlichen Krankenkassen bisher nicht übernommen werden. Derartige Untersuchungen nur zur Früherkennung – im Gegensatz zu Verlaufskontrollen – bewertete der Gemeinsame Bundesausschuss des Gesundheitswesens in Deutschland jedoch nicht nur als nutzlos, sondern sogar als „tendenziell negativ“.
Zur Klassifikation eines Glaukoms gibt es zudem eine Untersuchung des vorderen Augenabschnitts mit der Spaltlampe auf Ablagerungen von Pigment auf der Hornhautrückfläche oder pathologischen Eiweißes auf der Linse oder dem Irissaum (Pseudoexfoliation), eine Untersuchung auf neugebildete Irisgefäße (Rubeosis iridis), Hornhauttrübungen (Embryotoxon oder Haab-Linien) und Pigmentdefekte in der Iris (Kirchenfensterphänomen). Ferner kann mit Hilfe eines Kontaktglases die Weite (Engwinkelglaukom bzw. Kammerwinkelrezessus) und Morphologie (Anomalien) des Kammerwinkels beurteilt werden (Gonioskopie).

## Glaukomformen
Das ICD-10-Kapitel H40.- „Glaukom“ listet neben den verschiedenen Formen, in denen die Krankheit Glaukom auftritt, auch die „Okuläre Hypertension“ (H40.0) auf. Deswegen wird sie hier aufgeführt.

### Okuläre Hypertension
Es wurde geschätzt, dass in den USA 4–7 % der Personen über 40 Jahre einen erhöhten Augeninnendruck haben. In einer Studie mit 1636 Personen im Alter von 40–80 Jahren, die auf mindestens einem Auge einen erhöhten Druck von ≥ 24 mm Hg jedoch keine Anzeichen für eine Schädigung der Augen hatten, gab es nach fünf Jahren folgende Ergebnisse. 9,5 % der Personen ohne vorbeugende Behandlung, aber nur 4,4 % der Personen mit vorbeugender medikamentöser Druckverminderung, hatten Anzeichen für ein Glaukom entwickelt.

### Primäre Offenwinkelglaukome
Als primäre Offenwinkelglaukome (POWG) werden Offenwinkelglaukome bezeichnet, die nicht als Folge einer anderen Augenerkrankung auftreten.

#### Glaucoma chronicum simplex
synonym: Primär chronisches Offenwinkelglaukom (PCOWG)
Es ist die häufigste Form des Glaukoms. Es kann bei erhöhtem oder normalem Augeninnendruck vorkommen. Typischerweise tritt es ab dem 40. Lebensjahr auf, kann jedoch auch schon früher beginnen. Familiäre Häufung, also eine veranlagungsbedingte (genetische) Komponente, ist bekannt.
Bei einem Normaldruckglaukom, fälschlicherweise auch als Niedrigdruckglaukom bezeichnet, tritt eine fortschreitende Sehnervschädigung trotz normaler Augeninnendruckwerte auf. Durch verschiedene Faktoren wird die lokale Durchblutung am Sehnervenkopf eingeschränkt, wodurch die Sehnervenfasern ebenfalls geschädigt werden. Untersuchungen zeigten, dass es sich in Europa bei etwa 30–40 % aller Glaukome um Normaldruckglaukome handelt. Sie erfordern eine interdisziplinäre Behandlung durch Augenarzt und Internist, weil sie eher das Krankheitsbild einer gestörten Durchblutung der Netzhaut (vaskuläre Neuropathie) als eine Schädigungen des Sehnervs durch mechanische Einflüsse aufweisen.
Durch eine dünne Hornhaut kann der Augeninnendruck in der Applanationstonometrie um bis zu 3 mm Hg unterschätzt werden, was möglicherweise in einigen Fällen zu einer nicht gerechtfertigten Einstufung als Normaldruckglaukom geführt hat. Es gibt jedoch keine angemessen überprüfte Korrekturformel, mit der eventuelle Einflüsse der Hornhautdicke auf die Druckmessung berücksichtigt werden könnten.

#### Angeborenes Glaukom
synonym: juveniles Glaukom, kongenitales Glaukom
Ein eventueller Auslöser ist, dass es durch Entwicklungsstörungen des Kammerwinkels während der Embryonalzeit es zu einer Abflussstörung des Kammerwassers kommt. Dies kann in Kombination mit anderen Fehlbildungen des Körpers auftreten. Eine mögliche Ursache ist die Infektion mit Röteln in der Frühschwangerschaft. Der erhöhte Augeninnendruck kann zu einer ein- oder beidseitigen Vergrößerung des Augapfels (Hydrophthalmus oder Buphthalmus) führen. Bei vergrößertem Hornhautdurchmesser, Trübung der Hornhaut und Lichtscheu sollte an ein angeborenes Glaukom gedacht werden. Es müssen frühzeitig eine Untersuchung, Augendruckmessung und gegebenenfalls Operation in Narkose durchgeführt werden, um eine dauerhafte Sehverschlechterung zu verhindern.

### Sekundäre Offenwinkelglaukome
Werden Offenwinkelglaukome durch andere Erkrankungen des Auges verursacht, spricht man von sekundären Offenwinkelglaukomen. Dies ist der Fall bei Verletzungen oder Entzündungen des Auges (Uveitis), intraokularen Tumoren, bei Gefäßneubildungen (Neovaskularisationen) im Kammerwinkel etwa infolge eines Diabetes mellitus oder bei entsprechend veranlagten Menschen durch die Anwendung von bestimmten Medikamenten (beispielsweise Kortison bei Steroid-Respondern).

### Pseudoexfoliationsglaukom
Eine spezielle, jedoch häufig vorkommende Form des Sekundärglaukoms stellt das Pseudoexfoliationsglaukom (kurz PEX-Glaukom; auch Pseudoexfoliationssyndrom) dar. Hierbei kommt es durch feinfibrilläre Ablagerungen auf der Linse und im Kammerwinkel zu Behinderungen des Kammerwasserabflusses und infolgedessen zu teils massiven Drucksteigerungen. Es gibt Hinweise dafür, dass die Herkunft der Ablagerungen von Abschuppungen der Häute sowohl der Linse als auch der Iris stammt.

### Pigmentglaukom
Durch Pigmentabrieb von der Rückfläche der Regenbogenhaut durch Linse oder Zonulafasern kann es bei prädisponierten Augen zur Ansammlung von Pigment (oder Melaningranula) im Trabekelwerk des Kammerwinkels kommen (Pigmentdispersion). Dies kann zur chronischen Drucksteigerung führen. Zudem kann der Kontakt zwischen Regenbogenhaut und Linse zu einem „inversen“ Pupillarblock führen, so dass vor der Regenbogenhaut (Vorderkammer) der Druck größer ist als hinter ihr (Hinterkammer). Dies bedingt – wie ein Fehlerkreislauf – weiteren Kontakt der Regenbogenhaut zur Linse mit vermehrtem Pigmentabrieb.
Meist betrifft diese Konstellation Menschen im 3.–5. Lebensjahrzehnt, häufig assoziiert mit einer geringen Myopie. Typische Befunde bei der Spaltlampenuntersuchung sind gut sichtbare Pigmentablagerungen an der Rückfläche der Hornhaut (Krukenbergspindel), eine tiefe Vorderkammer sowie Defekte des Irispigmentepithels, die im rückfallenden Licht als Kirchenfensterphänomene gut erkennbar sein können. Pigment (Melanin) kann auch an Linsenfasern und gonioskopisch im Kammerwinkel nachgewiesen werden.

### Engwinkelglaukom
Das Engwinkelglaukom entsteht durch eine Abflussstörung des Kammerwassers als Folge einer Engstelle zwischen Iris (Regenbogenhaut) und Hornhaut vor dem Trabekelwerk (im Kammerwinkel). Das Ausmaß der Verengung kann schwanken durch die Veränderung der Pupillenweite und damit der Dicke der Iris. Durch die Abflussstörung kommt es periodisch oder ständig zu einem erhöhten Augeninnendruck, der schließlich zur Sehnervenschädigung führen kann. Menschen mit höherer Weitsichtigkeit (wegen des relativ spitzen Kammerwinkels) und fortgeschrittenem grauen Star (wegen der dicken Augenlinse) neigen eher zum Engwinkelglaukom. Pupillenerweiternde Mittel, auch anticholinerg wirkende Medikamente wie einige Antidepressiva oder Antiemetika, können über diesen Mechanismus einen Augendruckanstieg bewirken und bis zum Glaukomanfall führen.

### Glaukomanfall
synonym: Glaucoma acutum
Der akute Glaukomanfall beruht auf einer plötzlichen Verminderung des Kammerwasserabflusses aufgrund einer Verlegung des Kammerwinkels durch die Regenbogenhaut (Winkelblock). Der akute Winkelblock führt zu einer drastischen Druckerhöhung bis zu mehr als dem Dreifachen des Normalwertes (70 mm Hg) und tastbar (palpatorisch) steinhartem Augapfel. Die Symptome des Glaukomanfalls treten plötzlich auf und reichen von geröteten Augen über Augenschmerzen bis hin zu Magen-Darm-Symptomen wie Übelkeit und Erbrechen. Es kann eine plötzliche Verschlechterung der Sehschärfe des betroffenen Auges durch ein Hornhautödem auftreten. Begleitend zu der Druckerhöhung sind zudem stärkste Kopfschmerzen, teilweise mit Herzrhythmusstörungen und Wahrnehmung von Farbringen im Gegenlicht, möglich. Die Pupille ist mittelweit und reagiert häufig nicht oder nur kaum auf Lichteinstrahlung. Meist ist nur ein Auge betroffen. Der Anfall kann nach wenigen Stunden spontan abklingen und in Abständen wiederkehren, aber auch unerkannt über Tage anhalten. Jeder akute Winkelblock ist ein Notfall, der einer unverzüglichen Therapie bedarf. Eventuell muss am Partnerauge, bei dem aufgrund vergleichbarer anatomischer Verhältnisse oft ebenfalls das Risiko eines Winkelblockglaukoms besteht, eine prophylaktische Operation durchgeführt werden.

## Behandlung
Therapieziel ist die Verhinderung oder zumindest die Verlangsamung eines Fortschreitens der Erkrankung. Aufgetretene Schäden (Gesichtsfelddefekte) sind jedoch nicht wieder rückgängig zu machen.
Wegen der Problematik der Durchblutung der Netzhaut ist in vielen Fällen eine internistische Mitbehandlung von Vorteil. Außerdem gibt es Studien, die darauf hinweisen, dass Entspannungsübungen wie Autogenes Training und Musiktherapie helfen, den Augeninnendruck zu senken, die Durchblutung der Netzhaut zu fördern und die Grundstimmung der Patienten zu verbessern.

### Absenkung des Augeninnendrucks

#### Medikamentöse Therapie
Zur medikamentösen Absenkung des Augeninnendrucks stehen verschiedene Substanzen zur Verfügung, die überwiegend als Augentropfen verabreicht werden:
- Betablocker: Timolol, Levobunolol
- Cholinergika: Carbachol, Pilocarpin
- Alpha-2-Adrenozeptor-Agonisten: Clonidin, Brimonidin
- Carboanhydrasehemmer: lokal als Augentropfen als Brinzolamid und Dorzolamid oder systemisch in Tablettenform als Acetazolamid
- Prostaglandine: Latanoprost, Travoprost, Bimatoprost, Tafluprost
- Rho-Kinase-Hemmer: Netarsudil[29], seit 2019 von der EMA (Europäische Arzneimittel-Agentur) als Monopräparat zugelassen; in Deutschland z. Zt. nur in Kombination mit Latanoprost verfügbar.

Die Substanzen bewirken eine Absenkung des Augeninnendrucks durch
- eine Erhöhung der Durchlässigkeit des Abflussgeflechts (Trabekelwerk) für das Kammerwasser, wodurch mehr Kammerwasser abfließt als vorher und der Druck im Kammerwasser sinkt – oder
- eine Verminderung der Produktion und des Zuflusses von neuem Kammerwasser, wodurch weniger Kammerwasser vorhanden ist als vorher und der Druck im Kammerwasser ebenfalls sinkt – oder
- beide der genannten Wirkungen gleichzeitig.

Die oben genannten Medikamente können auch kombiniert werden. Für solche Anwendungen sind auch Kombinationspräparate verfügbar. Meist handelt es sich um eine lebenslange Therapie. Bei Sekundärglaukomen kann zusätzlich die Therapie der Grunderkrankung erforderlich sein.
Weil die Augentropfen über die Tränenwege und den Abfluss des Kammerwassers auch in den Blutkreislauf gelangen, sind eventuelle Nebenwirkungen nicht lokal auf die Augen begrenzt, sondern können global im gesamten Körper auftreten, wie z. B. Unwohlsein oder Hautausschläge.

#### Operationen

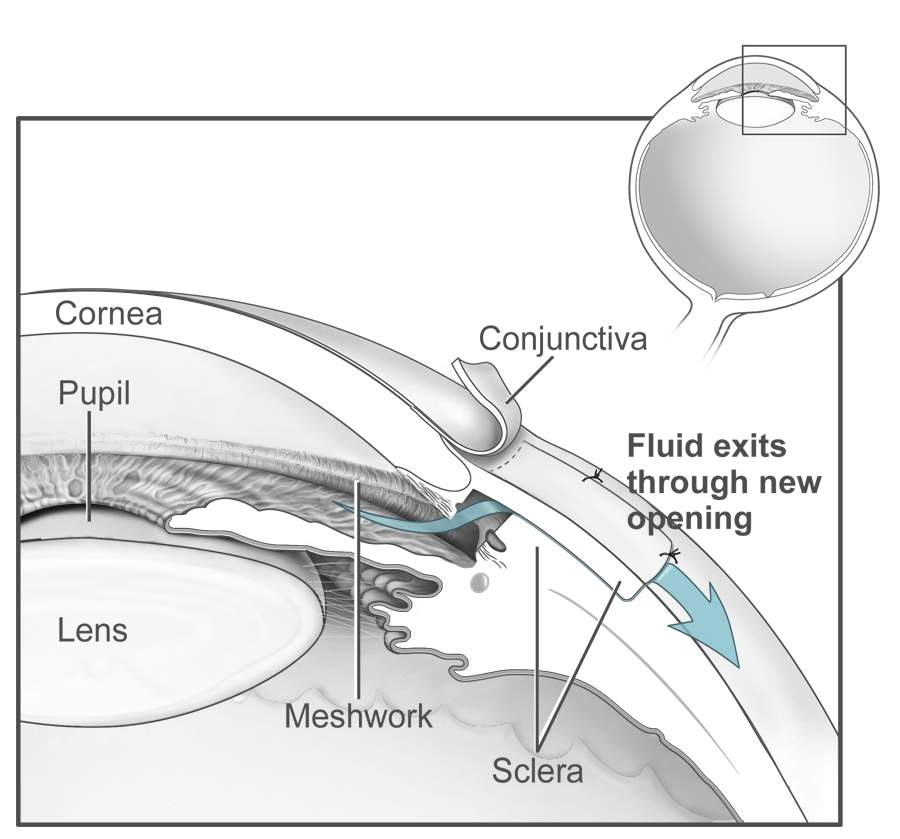
Operative Druckminderung

Folgende Verfahren stehen zur Verfügung:
- Goniotrepanation und Trabekulektomie: An der Lederhaut (Sklera) Schaffung einer Abflussfistel aus der Augenvorderkammer unter die Bindehaut. Bei bestimmten Patienten kann es sinnvoll sein, dass die Fistel nur bis zum Schlemm-Kanal und nicht bis in die Vorderkammer reicht (Visko-Kanalostomie). Die Bulbustrepanation zur Behandlung des Glaukoms wurde 1910 von Robert Henry Elliot (1864–1936)[30] eingeführt.
- Zyklokoagulation: Verödung des Ziliarkörpers durch Laser- (siehe unten) oder Kältesonde (transkonjunktivale Zyklokryokoagulation).
- Trabekulotomie und Goniotomie: Bei dysgenetischen (kongenitalen) Glaukomen wird das Trabekelmaschenwerk eröffnet und der Schlemm-Kanal mit der Vorderkammer des Auges verbunden, damit das Kammerwasser wieder abfließen kann.
- Iridektomie (seit 1857[31]): Eröffnung der Regenbogenhaut bei einer Engwinkelsituation. Durch Anlage einer kleinen Öffnung in der Peripherie der Regenbogenhaut wird ein Druckausgleich zwischen Vorder- und Hinterkammer herbeigeführt, der in der Lage ist, den Winkelblock aufzuheben und dadurch den Augeninnendruck zu normalisieren (siehe auch Laseriridotomie).
- Kanaloplastie: Sehr neues Verfahren (seit Mitte der 2000er Jahre), bei dem ein ringförmiges Implantat durch den Schlemm-Kanal gelegt wird, welches dauerhaft verbleibt und den Kanal offenhält.
- Implantate: Die mikroinvasive Glaukomchirurgie (MIGS) verbessert natürliche Abflusswege des Kammerwassers im Auge.[32] Das kleinste derartige Implantat, der aus Titan bestehende iStent, soll solche Kanäle dauerhaft offen halten. Da anders als bei der Trabekulektomie keine Öffnung nach außen besteht, ist die Komplikationsrate sehr gering; der iStent und andere Implantate werden vor allem für mittelgradig ausgeprägte Krankheitsbilder empfohlen.[33] In einer Studiengruppe von 192 Patienten hatten ein Jahr nach der Implantation eines iStent fast 95 Prozent der Patienten einen um 20 Prozent oder mehr gegenüber dem präoperativen Wert reduzierten Augeninnendruck und dies ohne drucksenkende Augentropfen. Die Reduktion des Augeninnendrucks durch den iStent wird als mindestens so ausgeprägt beschrieben, als wenn der Patient zwei verschiedene Medikationen anwenden würde.[34]

Zusätzlich kann der Augeninnendruck nach Durchführung einer Kataraktoperation sinken. Durch Entfernung der oft voluminösen und die Iris nach vorne drückenden Linse kommt es zu einer Vertiefung der Vorderkammer und Aufweitung des Kammerwinkels.

#### Laseroperationen
- Laserzyklodestruktion/Zyklophotokoagulation: Verödung des Ziliarkörpers, der das Kammerwasser bildet, und gleichzeitig Ausbildung von Narben, durch die das Kammerwasser abfließen kann. Der Eingriff kann von außen oder endoskopisch innerhalb des Augapfels durchgeführt werden. Letzte Möglichkeit der Drucksenkung nach Versagen anderer Eingriffe.
- Argonlasertrabekuloplastik: Verbesserung des Abflusses durch Laseranwendung am Kammerwinkel, hat Vernarbungen zur Folge und kann daher nur ein- bis zweimal angewandt werden.
- Selektive Lasertrabekuloplastik: Verbesserung des Kammerwasserabflusses durch selektive Laseranwendung am Kammerwinkel, keine Gewebsschädigung und daher mehrfach wiederholbar, wird als Erstmaßnahme vor Medikamentengabe diskutiert.
- Neodymium-YAG-Laseriridotomie: Verbesserung der Kammerwasserpassage von der Hinterkammer in die Vorderkammer durch Schaffung einer Öffnung in der äußeren Regenbogenhaut (Iris) (siehe auch Iridektomie), nur bei spezieller Glaukomform mit engem Kammerwinkel.

### Förderung der Durchblutung der Netzhaut
Nachdem die Blutversorgung der Netzhaut durch optische Verfahren analysiert werden kann, ist allgemein bekannt geworden, dass auf diesem Gebiet vielversprechende Therapiemöglichkeiten liegen. So sind z. B. Kalziumantagonisten, etwa Nimodipin, oder Ginkgo biloba mögliche Therapieansätze, für die bereits positive wissenschaftliche Ergebnisse vorliegen. Diese Hinweise wurden auch vielfach für die Fälle des Normaldruckglaukoms beschrieben.

## Früherkennung
Früherkennung ist eine Möglichkeit, Glaukomschäden mit Einschränkungen des Gesichtsfeldes oder gar Erblindung zu verzögern oder unter Umständen ganz zu verhindern. Da die Krankheitszeichen aufgrund von Ausgleichsvorgängen im Gehirn erst sehr spät vom Patienten selbst bemerkt werden und dann der Schaden bereits unumkehrbar ist, werden für gefährdete Personen zur Früherkennung regelmäßige Untersuchungen beim Augenarzt empfohlen.
In Deutschland empfahlen die Fachverbände der Augenärzte 2020 in einer Leitlinie, dass Personen ab 40 Jahren mit einem Augeninnendruck von 22–25 mmHg als alleinigem Risikofaktor für eine Glaukomentwicklung alle fünf Jahre eine Vorsorgeuntersuchung machen lassen sollten. Bei zusätzlichen Risikofaktoren wurden nach einem abgestuften Schema kürzere Untersuchungsabstände empfohlen. Hierbei wurde jedoch ausdrücklich betont, dass es keine Studien gibt, die den Nutzen derartiger Vorsorgeuntersuchungen nachweisen. Dementsprechend übernehmen die gesetzlichen Krankenkassen die Kosten dieser Untersuchungen nur dann, wenn ein konkreter Verdacht eines Krankheitsfalls oder bestimmte Risikofaktoren vorliegen.
Bestandteile einer Glaukom-Vorsorgeuntersuchung sind die Augeninnendruckmessung (Tonometrie), die Beurteilung des Augenhintergrundes (Funduskopie) und die Gesichtsfeldmessung (Perimetrie). Eine ausschließliche Augeninnendruckmessung, wie sie Optiker und auch manche Augenärzte anbieten, ist zur Beurteilung, ob ein Glaukomrisiko vorliegt, nicht ausreichend, da es auch Anzeichen für eine Gefährdung bei normalem Augeninnendruck gibt.
Im Dezember 2019 bewertete der IGeL-Monitor eine optische Netzhaut-Analyse zusammen mit einer Messung des Augeninnendrucks zur Glaukom-Früherkennung – wenn kein besonderer Anlass bestand – als „tendenziell negativ“, da aufgrund unzureichender Datenlage nicht abschätzbar sei, wer richtige bzw. falsche Testergebnisse erhalte (keine Hinweise auf Nutzen, aber Hinweise auf Schäden).